# Die Macht des Goldes
Die Macht des Goldes ist ein deutsches Stummfilmdrama in drei Akten von Urban Gad aus dem Jahr 1912. Es zählt zu den verschollenen Werken des Regisseurs.

## Handlung
Die arme Bauerstochter Creszenz liebt den Wilderer Christoph. Sie versteckt ihn in ihrer Waldhütte, als er mit einem erlegten Reh auf der Flucht vor dem Förster ist, wird jedoch von seinem Verfolger entdeckt und verhaftet. Creszenz bleibt allein bei ihrer Mutter zurück. Ein Maler aus der Großstadt überredet Creszenz, ihm zu folgen und ihr Geld als Modell zu verdienen. Sie nimmt sein Angebot an, flieht jedoch schon nach kurzer Zeit in der sündigen Großstadt zurück in ihr Dorf. Ihre Mutter verstirbt und der Dorfpfarrer kümmert sich nun um die junge Frau.
Als Christoph das Gefängnis verlassen darf, werden er und Creszenz ein glückliches Paar – beide haben eine Tochter. Nach einigen Monaten jedoch ist Christoph wieder als Wilderer aktiv. Auf einem Dorffest deutet ihm ein Dorfbewohner zudem an, dass das Kind nicht von ihm, sondern von dem Berliner Maler ist. Creszenz kann Christophs Zweifel zerstreuen und Christoph ersticht den Verleumder im Zorn. Erneut wird er inhaftiert.
Creszenz verdient ihr Geld nun als Amme. Als sie von einem reichen Mann umgarnt wird, gibt sie ihr Kind an eine wohlhabende Familie und zieht auf das Landhaus des Mannes. Sie entwickelt sich zur Dame. Als Christoph aus dem Gefängnis entlassen wird, erscheint er zerlumpt vor ihr und Creszenz weist ihn erschrocken ab. Auf sein Drängen hin erklärt sie ihm jedoch, zu welcher Familie sie ihr Kind gegeben hat und Christoph entreißt dem Kindermädchen der Pflegefamilie sein Kind. Mit ihm im Arm eilt er zu Creszenz zurück, die versteckt stets unter dem Verlust des Kindes gelitten hat. Der Anblick von Geliebtem und Kind bringt sie zur Besinnung: Zu dritt kehren sie in die einfache Waldhütte zurück.

## Produktion
Die Macht des Goldes war nach Der schwarze Traum, In dem großen Augenblick, Zigeunerblut, Der fremde Vogel und Die Verräterin der sechste von acht Filmen der Asta Nielsen/Urban Gad-Serie 1911/1912. Die Bauten des Films schuf Robert A. Dietrich.
Der Film, der innerhalb einer Woche im Sommer 1911 im Bioscop-Atelier Chausseestraße in Berlin gedreht wurde, erlebte am 3. Februar 1912 in den Berliner Sportpalast-Lichtspielen seine Premiere. Die Zensur belegte Die Macht des Goldes im Februar 1913 nachträglich mit einem Jugendverbot. Es ist keine erhaltene Kopie des Films bekannt.